# Municipio de High Point (Iowa)
El municipio de High Point (en inglés: High Point Township) es un municipio ubicado en el condado de Decatur en el estado estadounidense de Iowa. En el año 2010 tenía una población de 150 habitantes y una densidad poblacional de 1,59 personas por km².

## Geografía
El municipio de High Point se encuentra ubicado en las coordenadas 40°45′53″N 93°37′6″O / 40.76472, -93.61833. Según la Oficina del Censo de los Estados Unidos, el municipio tiene una superficie total de 94.34 km², de la cual 94,3 km² corresponden a tierra firme y (0,04 %) 0,04 km² es agua.

## Demografía
Según el censo de 2010, había 150 personas residiendo en el municipio de High Point. La densidad de población era de 1,59 hab./km². De los 150 habitantes, el municipio de High Point estaba compuesto por el 100 % blancos. Del total de la población el 0 % eran hispanos o latinos de cualquier raza.